# Karel Utenhove (vader)
Karel Utenhove (Gent, ca. 1500 - Düsseldorf, 1580) was een Gentse edelman en voorstander van de hervorming.

## Levensloop
Karel Utenhove, heer van Markeghem, Horsen, Nieuwland, Warenchem en Oosthoek, was de enige zoon van Nicolaas Utenhove, voorzitter van de Raad van Vlaanderen en van zijn eerste echtgenote Agnès van der Varent. Uit het tweede huwelijk van zijn vader met Elisabeth de Grutere sproot Jan Utenhove voort, die een belangrijke rol zou spelen bij de hervormden in Londen. Zowel Nicolaas als Karel senior behoorden tot de humanistische intellectuelen en waren onder meer in correspondentie met Erasmus.
Hij studeerde in Leuven en in Padua. De 'grand tour' bracht hem in Bazel, waar hij geruime tijd bij Erasmus verbleef. Hij maakte er kennis met de humanist van Poolse origine Johannes a Lasco, met wie hij zich in oktober 1525 naar Italië begaf. 

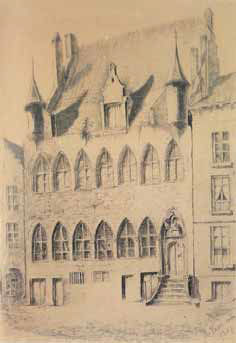
Het steen van Utenhoven op de Vrijdagmarkt (1644)

Naar Gent teruggekeerd bekleedde hij er de ambten van schepen en voorschepen (burgemeester).
Hij was al tamelijk vroeg een ijveraar voor de hervorming, wat hem de wijk deed nemen naar het buitenland. In het najaar van 1556 trok hij uit vrees voor de inquisitie met zijn zonen naar Parijs. Toen hij vernam dat Adriaen van Haemstede (Adrianus Haemstedius), predikant van de Nederlandse vluchtelingengemeente in Londen, op beschuldiging van wederdoperij in november 1560 geschorst en daarna geëxcommuniceerd was, schreef hij 16 mei 1561 naar zijn halfbroer Jan Utenhove, een ouderling in deze gemeente, een brief, waarin hij de uitgeworpene krachtig verdedigde.
Nadien kwam hij naar Gent terug, maar op 18 juni 1569 werd hij met andere edelen en onder meer met twee van zijn zoons voor de Bloedraad gedaagd.
Het schrikbewind onder Alva maakte dat hij met zijn familie naar Düsseldorf vluchtte. Tegen die tijd werd hij door blindheid getroffen.
Utenhove werd beschreven als een aanzienlijk, invloedrijk, vermogend en hoogst beschaafd edelman. Hij stond in nauwe betrekking met de coryfeeën van de letterkundige en godgeleerde wereld van zijn tijd.
Hij trouwde opeenvolgend met Anna de Grutere en met Margaretha (Rijms). Hij had acht kinderen: zes zonen en twee dochters. Hij verschafte aan zijn kinderen de beste opleiding, om te beginnen bij de Latijnse school van Johannes Otho en nadien aan buitenlandse universiteiten.
Utenhove schreef zelf zijn grafschrift dat hij als een resumé van zijn leven en als de weergave van zijn levensbeschouwing zag. Het luidde: ‘Ecce nunc in pulvere dormio; et exspecto donec veniat immutatio mea. Redimet enim Dominus animas servorum suorum; et creatura liberabitur a servitute corruptionis, in libertatem gloriae filiorum Dei. Reposita est haec spes in sinu meo’.

## Zonen
- Richard Utenhove
- Karel Utenhove
- Nicolaas Utenhove
- Jan Utenhove
- Jacob Utenhove
- Adriaan Utenhove